# قرار مجلس الأمن التابع للأمم المتحدة رقم 1798
قرار مجلس الأمن التابع للأمم المتحدة رقم 1798، المتخذ بالإجماع في 30 يناير 2008.

## القرار
وإذ يعرب عن قلقه العميق إزاء استمرار النزاع بين إثيوبيا وإريتريا والوضع الأمني المتوتر في المنطقة الأمنية المؤقتة والمناطق المتاخمة، مدد مجلس الأمن ولاية بعثة الأمم المتحدة في إثيوبيا وأرتيريا لمدة ستة أشهر، حتى 31 يوليو 2008.
دعا المجلس الأطراف إلى التحلي بأقصى درجات ضبط النفس والامتناع عن أي تهديد أو استخدام للقوة ضد بعضهما البعض، وتجنب الأنشطة العسكرية الاستفزازية، ووقف تبادل الخطابات العدائية. وطالب أيضا البلدين باتخاذ خطوات ملموسة على الفور لاستكمال العملية التي أطلقها اتفاق السلام المؤرخ 12 كانون الأول / ديسمبر 2000 من خلال إتاحة الترسيم المادي للحدود.
وبموجب النص أيضا، كرر المجلس مطالبته بأن تسحب إريتريا على الفور جميع القوات والمعدات العسكرية الثقيلة من المنطقة الأمنية المؤقتة، لتزويد بعثة الأمم المتحدة في إثيوبيا وإريتريا بما يلزم من سبل الوصول والمساعدة والدعم والحماية اللازمة لأداء واجباتها، وإزالة القيود المفروضة على البعثة على الفور ودون شروط مسبقة. وأشار بقلق بالغ المستويات الحرجة للوقود في البعثة، وطالب حكومة إريتريا باستئناف شحنات الوقود على الفور إلى البعثة أو السماح لها باستيراد الوقود دون قيود.
وفي الوقت نفسه، دعا المجلس إثيوبيا إلى تقليص عدد القوات العسكرية في المناطق المتاخمة للمنطقة الأمنية المؤقتة. وكرر دعوته للطرفين للتعاون بشكل كامل مع بعثة الأمم المتحدة في إثيوبيا وإريتريا بهدف إعادة تنشيط عمل لجنة التنسيق العسكرية على وجه السرعة، التي تظل منتدى فريدًا لمناقشة القضايا العسكرية والأمنية الملحة.
وأيد المجلس بقوة الجهود المستمرة التي يبذلها الأمين العام والمجتمع الدولي للتعامل مع إريتريا وإثيوبيا لمساعدتهما على تطبيع العلاقات وتعزيز الاستقرار وإرساء الأساس لتسوية شاملة ودائمة للنزاع. وحث الطرفين على قبول المساعي الحميدة للأمين العام.

## روابط خارجية
- نص القرار في undocs.org